# Carrington (pel·lícula)
Carrington és una pel·lícula francobritànica de Christopher Hampton estrenada l'any 1995. El guió adapta una biografia de l'intel·lectual Lytton Strachey signada per Michael Holroyd. És l'ocasió de descobrir el Grup de Bloomsbury al qual pertanyien Virginia Woolf i John Maynard Keynes. Ha estat doblada al català.

## Argument
A casa d'uns amics, l'escriptor solter Lytton Strachey (Jonathan Pryce) coneix una jove artista, Dora Carrington (Emma Thompson), que pren a primera vista per un noi. És el començament de la vida comuna entre un homosexual notori i una dona inconformista, lligats per una estranya passió.

## Repartiment
- Emma Thompson: Dora Carrington
- Jonathan Pryce: Lytton Strachey
- Steven Waddington: Ralph Partridge
- Samuel West: Gerald Brenan
- Rufus Sewell: Mark Gertler
- Penelope Wilton: Lady Ottoline Morrell
- Janet McTeer: Vanessa Bell
- Peter Blythe: Phillip Morrell
- Jeremy Northam: Beacus Penrose
- Alex Kingston: Frances Partridge
- Sebastian Harcombe: Roger Senhouse
- Richard Clifford: Clive Bell
- David Ryall: Maigr
- Stephen Boxer: Military Rep
- Annabel Mullion: Mary Hutchinson

## Premis i nominacions
El film va rebre el premi especial del jurat al Festival de Canes 1995. Pel seu paper, Jonathan Pryce va obtenir per la seva banda el Premi d'interpretació masculina al mateix festival.